# Зебляковское сельское поселение
Зебляковское сельское поселение — сельское поселение в Шарьинском районе Костромской области.
Административный центр — посёлок Зебляки.

## История
Зебляковское сельское поселение образовано 30 декабря 2004 года в соответствии с Законом Костромской области № 237-ЗКО, установлены статус и границы муниципального образования.
Законом Костромской области от 19 февраля 2021 года в состав сельского поселения были включены населённые пункты упразднённого Заболотского сельского поселения.

## Население
| 2008  | 2010  | 2012  | 2013  | 2014  | 2015  | 2016  |
| ----- | ----- | ----- | ----- | ----- | ----- | ----- |
| 2538  | ↘2419 | ↘2402 | ↗2427 | ↘2380 | ↗2383 | ↘2355 |
| 2017  | 2018  | 2019  | 2020  | 2021  |       |       |
| ↘2315 | ↘2275 | ↘2226 | ↘2208 | ↘2168 |       |       |

## Состав сельского поселения
| №  | Населённый пункт | Тип населённого пункта          | Население |
| -- | ---------------- | ------------------------------- | --------- |
| 1  | Васенёво         | посёлок                         | →0        |
| 2  | Горланиха        | деревня                         | ↗120      |
| 3  | Зебляки          | посёлок, административный центр | ↘1758     |
| 4  | Сабуриха         | деревня                         | ↘4        |
| 5  | Соколовский      | посёлок                         | ↗88       |
| 6  | Балаболиха       | деревня                         | ↘62       |
| 7  | Вторая Культура  | деревня                         | →0        |
| 8  | Ершиха           | деревня                         | →0        |
| 9  | Заболотье        | деревня                         | ↗3        |
| 10 | Заболотье        | село, административный центр    | ↘125      |
| 11 | Заводь           | деревня                         | ↗4        |
| 12 | Казанка          | деревня                         | ↗43       |
| 13 | Колобовка        | деревня                         | ↗2        |
| 14 | Первая Культура  | деревня                         | ↗43       |
| 15 | Починок          | деревня                         | →0        |
| 16 | Сысоиха          | деревня                         | ↘18       |
| 17 | Фадиха           | деревня                         | →0        |